# Viduklė
Viduklė är en ort i Litauen. Den ligger i den centrala delen av landet, 170 km nordväst om huvudstaden Vilnius. Viduklė ligger 94 meter över havet och antalet invånare är 1 911.
Terrängen runt Viduklė är platt. Runt Viduklė är det ganska glesbefolkat, med 28 invånare per kvadratkilometer. Närmaste större samhälle är Raseiniai, 14,5 km öster om Viduklė. I omgivningarna runt Viduklė växer i huvudsak blandskog.